# Viridithemis viridula
Viridithemis viridula – gatunek ważki z rodziny ważkowatych (Libellulidae); jedyny przedstawiciel rodzaju Viridithemis. Endemit Madagaskaru, występuje w zachodniej części wyspy.